# Westlake (Texas)
Pour les articles homonymes, voir Westlake.
Westlake est une ville située en limite des comtés de Denton et de Tarrant, au Texas, aux États-Unis,.

## Démographie
Lors du recensement de 2010, la ville comptait une population de 992 habitants. Elle est estimée, en 2016, à 1 379 habitants.

### Source de la traduction
- (en) Cet article est partiellement ou en totalité issu de l’article de Wikipédia en anglais intitulé « Westlake, Texas » (voir la liste des auteurs).